# لواء وادي السير
لواء وادي السير هو تقسم إداري ثاني يتبع محافظة العاصمة في الأردن.  بلغ عدد سكانه في عام 2009 حوالي 207,220 نسمة. يضم هذا  اللواء كل من المناطق التالية: وادي السير، بدر الجديدة، مرج الحمام، البصة ، عراق الأمير،  أبو السوس،  البحاث،  القصبات،  الرجاحة،  الثغرة،  الحامدية،  وادي الشتا،  الطبقة،  الدبة،  أم نجاصة.